# Läskvattsån
Läskvattsån este o arie protejată (arie specială de conservare — SAC, sit de importanță comunitară — SCI) din Suedia întinsă pe o suprafață de 3,3 ha, integral pe uscat.

## Localizare
Centrul sitului Läskvattsån este situat la coordonatele 63°56′47″N 14°44′41″E / 63.9463°N 14.7446°E.

## Înființare
Situl Läskvattsån a fost declarat sit de importanță comunitară în ianuarie 2002 pentru a proteja 1 specie de animale. Situl a fost protejat și ca arie specială de conservare în decembrie 2009.

## Biodiversitate
Situată în ecoregiunea alpină, aria protejată conține 1 habitat natural: Râuri de munte și vegetația erbacee de pe malurile acestora.
La baza desemnării sitului se află o specie protejată de  nevertebrate: Margaritifera margaritifera.